# ارنستو آرانسیبیا
ارنستو آرانسیبیا (اسپانیایی: Ernesto Arancibia‎؛ ‏ ۱۲ ژانویهٔ ۱۹۰۴ – ۲۷ اوت ۱۹۶۳) کارگردان فیلم و فیلم‌نامه‌نویس اهل آرژانتین بود.
از فیلم‌های او می‌توان به ملکه باشگاه تابارن و خانه عروسک اشاره کرد.